# 杰-罗伊·格罗特
杰-罗伊·格罗特（荷蘭語：Jay-Roy Grot；1998年3月13日—）是荷蘭的職業足球運動員，司職前锋，現效力於英超球隊列斯聯。

## 外部連結
- Soccerway資料庫：杰-罗伊·格罗特